# Кайомбо, Аксель
Аксель Флори Пьер Кайомбо (фр. Axel Flory Pierre Kayombo; род. 25 февраля 2006) — конголезский футболист, вингер клуба «Штурм».

## Клубная карьера
Кайомбо — воспитанник швейцарского клуба «Серветт». В 2022 году Аксель подписал свой первый профессиональный контракт с «Базелем», где начал выступать за дублирующий состав. 2 апреля 2024 года в матче против «Лугано» он дебютировал в швейцарской Суперлиге. Летом того же года Кайомбо на правах аренды перешёл в «Лозанна Уши». 2 августа в матче против «Туна» он дебютировал в Челлендж-лиге. 17 августа в поединке Кубка Швейцарии против «Эшалена» Аксель забил свой первый гол за «Лозанна Уши».
Летом 2025 года Кайомбо перешёл в австрийский «Штурм», подписав контракт на четыре года.